# Mariona González Reolit
Mariona González Reolit est une femme politique andorrane, née le 4 novembre 1957. Elle est présidente du Parti social-démocrate (Andorre). Elle est élue au conseil général de 2005 à 2015.